# ایوکو باس
ایوکو باس (انگلیسی: Iveco Bus) شرکت اتوبوس‌سازی فرانسوی است، که در سال ۱۹۹۹ توسط شرکت ایوکو تأسیس شد.